# 内田尚孝
内田 尚孝（うちだ なおたか）は、日本の歴史学者。専門は近現代日中関係史、中国外交。同志社大学教授。

## 人物・経歴
1995年和歌山大学大学院教育学研究科教科教育専攻修了、修士（教育学）。1996年外務省在上海日本国総領事館専門調査員。2002年神戸大学大学院文化学研究科社会文化専攻修了、博士（学術）。同年淑徳大学国際コミュニケーション学部専任講師。2005年淑徳大学国際コミュニケーション学部助教授。2007年淑徳大学国際コミュニケーション学部准教授。2011年同志社大学グローバル・コミュニケーション学部准教授。2012年日本現代中国学会理事。2014年同志社大学グローバル・コミュニケーション学部教授。専門は中国近現代史、近現代日中関係史、中国外交。

## 著作
- 『華北事変の研究 : 塘沽停戦協定と華北危機下の日中関係一九三二～一九三五年』汲古書院 2006年

### 共著
- 『概説近現代中国政治史』ミネルヴァ書房 2012年
- 『開門!中国語』朝日出版社 2012年
- 『文法力を鍛える中国語ライティング 1』朝日出版社 2021年
- 『文法力を鍛える中国語ライティング 2』朝日出版社 2022年